# Eilert Adelsteen Normann

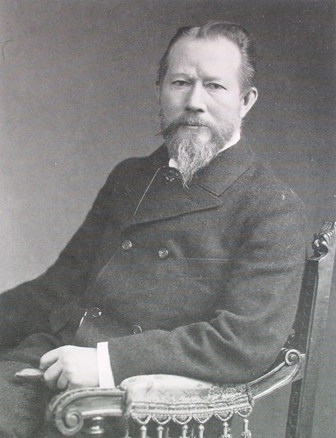
Foto

Eilert Adelsteen Normann  [ Bodin (hoy Bodø), 1 de mayo de 1848-Christianía (hoy Oslo), 26 de diciembre de 1918 ] fue un pintor paisajista noruego miembro de la Escuela pictórica de Düsseldorf que desarrolló gran parte de su carrera en Berlín. Fue de los primeros pintores noruegos que expuso en el Salón de París y a sus cuadros se les atribuye el mérito de hacer de los fiordos noruegos un destino turístico. 

## Biografía
Estudió en la Acaademia de Bellas Artes de Düsseldorf, entre otros con el pintor romanticista Eugen Dücker.
En 1883 se mudó a Berlín, ciudad que consideró el centro neurálgico de su trabajo y a la que invitó a Edvard Munch para que expusiera su cuadro “El grito”.
Falleció de gripe española a los 70 años.